# Поцелуй в тоннеле
«Поцелуй в тоннеле» (англ. The Kiss in the Tunnel или A Kiss in the Tunnel) — первый сюжетный немой фильм длительностью чуть более одной минуты, премьера которого состоялась в Великобритании в 1899 году. Джордж Альберт Смит стал режиссёром фильма, продюсером и исполнителем мужской роли. Женскую роль сыграла его жена Лаура Бейли, для которой это стало дебютом в кино.

## Сюжет
Поезд подъезжает к тоннелю. В купе поезда сидят друг напротив друга джентльмен и дама. Он читает газету, она — книгу. После въезда в тоннель джентльмен встаёт и несколько раз целует даму. Когда поезд выезжает из тоннеля, пассажиры снова сидят на прежних местах и читают.

## Декорации и реквизит
Кинокритики отмечают, что освещение второй части фильма (события в тоннеле) нереалистично яркое, позволяющее видеть всё, что происходит якобы в темноте. Обстановка стилизована — видно, что купе является декорацией с нарисованным изображением стены и разложенными предметами реквизита. При этом камера не зафиксирована, а качается из стороны в сторону, создавая иллюзию движения по железной дороге.
Литературный критик Лиа Прайс в своей работе «Обращение с книгами в викторианской Британии» (англ. How to Do Things with Books in Victorian Britain, 2012) отмечает, что к XIX веку в Британии использование книги становится двояким — собственно чтение и лишь изображение чтения для демонстрации чувств или эмоций. Постепенно противопоставление газеты и книги начало восприниматься как противостояние мужского и женского. К концу столетия парное чтение романа и газеты считалось сексуальным намёком. Лиа Прайс отмечает, что вынужденные одновременно прервать своё чтение из-за темноты тоннеля герои этого фильма в поцелуе реализуют ранее сделанный друг другу посыл.

## Особенности монтажа
Считается, что именно этот фильм был первым, где применён монтаж повествования. Все ранние фильмы снимались неподвижной камерой, которая фиксировала точку обзора, как это было принято в живописи и фотографии. Именно так братья Люмьер показали движущийся поезд.
Позднее операторы стали снимать «призрачные аттракционы» или «призрачные поездки» (англ. phantom train) — съёмки с движущегося поезда: окружающий ландшафт, проходы через туннели и так далее. Чтобы снять фильм, операторы буквально привязывали себя и свои камеры к поезду. Летом 1897 года «The Haverstraw Tunnel» стал первым фильмом, снятым движущейся камерой, которую установили в передней части локомотива, что позволило фиксировать изменение по мере движения поезда вперёд. Успех был невероятным, в том числе из-за восприятия визуальной перспективы с передней части паровоза, что было новым даже для тех, кто уже ездил по железной дороге, но мог вести наблюдение только сбоку, из окна вагона. Зритель становился более вовлечённым в происходящее на экране, кино из повествовательного становилось сродни аттракциону. Фильмы в подобном стиле были очень популярны (например, см. короткометражку New Brooklyn to New York via Brooklyn Bridge). При этом съёмка велась непрерывно на одном куске киноплёнки. Зрителям казалось, что плёнка движется с помощью невидимой силы, отсюда и название — «призрачная поездка», под которым стали известны такие фильмы: «Призрачная поездка: пролив Менай» (1904), «Поездка по железной дороге через Тейский мост» (Питер Фезерс 1897 г.), «Вид с передней части локомотива — поезд, покидающий туннель» (Хепворт, 1897), «Призрачная поездка» через Барнстейпл, Девон (Warwick Trading Company, 1998) и другие. Эта концепция быстро завоевала зрительский интерес в Британии и стала одной из самых популярных форм раннего кино.
Чтобы разнообразить однотипные «призрачные поездки» и сделать их веселее, Альберт Смит предложил вставить в ранее снятый фильм Сесиля Хепуорта «View from an Engine Front — Train Leaving Tunnel» (1899) краткую любовную сцену между двумя пассажирами купе, якобы происходящую в темноте во время движения по тоннелю.
Джордж Альберт Смит был одним из первых режиссёров, сделавших сюжетный фильм, в котором он объединил три кадра, вставив сценку поцелуя в «призрачную поездку» Сесиля Хепуорта. По словам Майкла Брука из BFI Screenonline, режиссёр добавил «изюминку» в популярный в то время жанр «призрачной езды». Это кинематографическое воображение было радикальным для того времени, так как впервые предлагал зрителям сюжет из трёх сцен: поезд входит в туннель; два пассажира, их поцелуй; выход поезда из тоннеля.
Получившийся фильм объединил документальную реальность (первую и третью части, взятые из фильма Хепуорта) с вымышленной второй частью Смита, связав их в непрерывный временной интервал, который формирует свою продолжительность. Это не кинотрюк в общепринятом смысле, а продуманная комбинация иллюзий, создающих некую свою собственную реальность. По словам историка кино Фрэнка Грея, эта вставка одной сцены в другой фильм была «новым пониманием непрерывного монтажа фильмов», что позже станет доминирующей практикой. Короткометражные фильмы показывали сцены, в которых актёры брились, чихали, целовались. Операторы продолжали снимать поезда с использованием доступных технических возможностей. Единственное, чего не хватало фильмам — это развития сюжета и романтики. Новый метод съёмки, показавший возможность выстраивания кадров в стройную монтажную систему, стал классикой немого кино.
Концепция «Поцелуя в тоннеле» вскоре распространилась на другие виды транспорта, например, корабли и трамваи, как в фильме «Панорама Илинга из окна движущегося трамвая» (1901). Приём стал широко применяться в качестве одной из техник во многих фильмах, таких как «Сцены на Корнуоллской Ривьере» (1904 г.), «Поездка по столичной железной дороге от Бейкер-стрит до Аксбриджа и Эйлсбери» (1910) и других. Работе Смита подражали многие режиссёры того времени, включая, в частности, известного режиссёра Эдвина С. Портера, снявшего короткий фильм «Что случилось в тоннеле» (1903) и менее известного Джеймса Бэмфорта, также снявшего короткую ленту с одноимённым названием «Поцелуй в тоннеле» (1899), но со своими новаторскими приёмами.
Сюжет с поцелуем во время движения поезда по тоннелю в последующем обыгрывался и в других фильмах: «Love in a Railroad Train» (1903) и «What Happened in the Tunnel» (1903) Эдвина Портера. Наиболее похожим был фильм «Kiss in the Tunnel», снятый Riley и Bamforth, который имел аналогичную структуру из трёх частей (поезд входит в тоннель, интерьер железнодорожного купе с целующейся парой, и вид с платформы прибывающего на станцию поезда). Но в каждой из сцен камера была в фиксированном положении, без элемента «призрачной поездки», что не создавало динамику, воспроизведённую в работе Смита/Хепуорта.